# برمید ایندیم (I)
برمید ایندیم(I) (به انگلیسی: Indium(I) bromide) با فرمول شیمیایی InBr یک ترکیب شیمیایی است. که جرم مولی آن 194.722 g/mol می‌باشد. 